# 特里西婭·尼克松·考克斯
派翠西亞·“特里西娅”·尼克松·考克斯（英語：Patricia "Tricia" Nixon Cox，1946年2月21日—）是美國第37任總統理查德·尼克松和第一夫人帕特·尼克松的長女。

## 生平

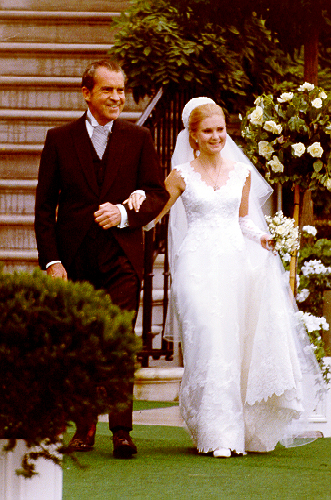
特里西娅（右）和她的父亲理查·尼克森（左）。该照片拍摄于1971年，当时是特里西娅·尼克松和爱德华·芬奇·考克斯的婚礼。

派翠西亞·尼克松·考克斯在曼哈頓的的女子學院芬奇學院中就讀，1984年6月14日畢業。
1971年6月12日與哈佛法學院的學生愛德華·芬奇·考克斯（Edward Finch Cox）在白宮玫瑰花園舉行結婚典禮。她並不常出現在政治場合，1979年5月產子克里斯托佛·尼克松·考克斯（Christopher Nixon Cox），在許多醫學研究機構和理查德·尼克松基金會擔任董事。